# Kareem Moses
Kareem Moses est un footballeur international trinidadien né le 11 février 1990 à Morvant. Il joue au poste de défenseur avec FF Jaro.

## Carrière

### En club
Issu du quartier Laventville de Port-d'Espagne, Moses signe son premier contrat professionnel avec le Joe Public FC en 2009. Après quatre saisons et demie dans différents clubs de T&T Pro League, il signe le 23 janvier 2014 avec le FC Edmonton.

### En équipe nationale
Moses fait ses débuts en équipe nationale le 15 août 2012 à l'occasion d'un match amical contre le Canada.

## Référence
1. ↑  Trinidad Defender Kareem Moses Joins FC Edmonton sur nasl.com